# Depot von Osterfeld-Lissen
Das Depot von Osterfeld-Lissen (auch Hortfund von Osterfeld-Lissen) ist ein Depotfund der frühbronzezeitlichen Aunjetitzer Kultur (2300–1550 v. Chr.) aus Lissen, einem Stadtteil von Osterfeld im Burgenlandkreis (Sachsen-Anhalt). Das Depot befindet sich heute größtenteils im Landesmuseum für Vorgeschichte in Halle (Saale), einige Gegenstände verblieben in Privatbesitz. 

## Fundgeschichte
Das Depot wurde 1929 nördlich von Lissen, westlich der Straße von Osterfeld nach Stößen und etwa auf halber Strecke zwischen beiden Orten beim Pflügen gefunden.

## Zusammensetzung
Das Depot war in einem Keramikgefäß niedergelegt worden, das beim Pflügen zerstört wurde und dessen Scherben nicht aufgehoben wurden. Das Gefäß enthielt 21 Bronzegegenstände: sechs Rohgusshalsringbarren, zwei Bruchstücke von Rohgusshalsringbarren, ein rundstabiger Ösenhalsring, zehn Randleistenbeile und zwei kleine Dolchklingen. Von den Dolchklingen weist eine drei Nietlöcher auf, die andere sechs Nietlöcher mit fünf erhaltenen Nieten.
Ein Barren, der Ösenhalsring und ein Beil verblieben in Privatbesitz, die restlichen Gegenstände befinden sich heute in Halle.